# Ephedrus koponeni
Ephedrus koponeni är en stekelart som beskrevs av Halme 1992. Ephedrus koponeni ingår i släktet Ephedrus och familjen bracksteklar. Arten är reproducerande i Sverige. Inga underarter finns listade i Catalogue of Life.